# Замбра (плес)
Замбра (арап. zamr) стил је плеса фламенко, карактеристичан за Роме из покрајина Гранада и Алмерија (Андалузија, Шпанија).
Верује се да је замбра наставак ранијих морискосих стилова плеса. Постао је карактеристичан током церемонија ромских венчања, мада га данас посебно често користе туристи у пећинама Сакромонте (Гранада) и Алмерија.
Плес је забрањен у Шпанији у 16. веку, за време инквизиције, из политичких разлога Филипа II Шпанског у жељи да тако елиминише све трагове било које културе осим католичке, иако се и даље вежбао тајно. Такође, сматрало се да је овакав плес грешан. У модерно доба, представници су Кармен Амаја, Лола Флорес и Пуела Лунарис, које су прве прихватиле забру. За овај босоноги плес користе се чинеле и дувачки инструменти.